# Національна держава
Націона́льна держа́ва (англ. Nation state, фр. État-nation) — тип держави, яка є формою самоорганізації, самовизначення і самовираження певної нації на певній суверенній території. Нація є найвищою цінністю, головним джерелом влади і визначає соціо-політичну систему такої держави. Ідеалом національної держави є моноетнічна держава, де переважна більшість громадян належать до одного корінного етносу і використовують єдину знакову систему, зрозумілу усім представникам цієї нації: мову, культуру, звичаї, стереотипи, систему цінностей тощо.
Відповідно до ЮНЕСКО:
|  | Національна держава — це територія, де культурні кордони збігаються з політичними. Оригінальний текст (англ.) The nation-state is an area where the cultural boundaries match up with the political boundaries. |

Концепція національної держави тісно пов'язана з розвитком націоналізму в Європі 17—18 століть, колоніалізмом та національно-визвольними рухами 19 — першої половини 20 століття. У 20 столітті національні держави стали домінуючими формами державної організації більшості світу; вони замінили династичні і класові держави середньовіччя.
Національним державам часто протиставляються наднаціональні утворення імперського-інтегрального типу такі як імперії минулого як СРСР. Наприкінці 20 століття пророкувався занепад національних держав, проте розвал СРСР довів протилежне. В більшості міжнародних організацій, таких як ООН, саме національна держава виступає основною політичною одиницею в усіх міжнародних процесах.[джерело?]

## Історія та походження
У цілому, немає однозначної думки щодо походження націй як основи до національних держав. Націоналісти доводять, що нація передує державотворення: націоналістичний рух відображає законну прагу нації до незалежності, а національна держава є зрозумілий виплід задоволення цього бажання. Але більшість сучасних теорій дивляться на національну державу як на залежний європейський феномен, що виник у результаті розповсюдження масової грамоти та друкованого слова у 19-му сторіччі.
Безпосередній поштовх до появи рухів, що ставили своєю метою утворення національних держав, дали наполеонівські війни. Наполеон I не втомлювався наголошувати, що діє від імені і в інтересах французької нації, під якою — в дусі Руссо — розумів сукупність усіх громадян Франції. Він не соромився використовувати заради власної користі визвольні прагнення італійців та поляків, поневолених ворожими йому монархами. Але тим самим сприяв зростанню національної самосвідомості народів, підкорених силою французької зброї. Свій внесок у патріотичне піднесення зробили філософи та митці — послідовники романтизму, які захоплювалися вивченням історії, дослідженням і збереженням народних звичаїв, в яких бачили прояви неповторного національного духу. Йоганн Фіхте, який спочатку оголошував «батьківщиною усіх справедливих людей» Французьку республіку, у 1808 році виступив з «Промовами до німецької нації», в яких закликав німців до національного відродження та встановлення культурної першості у світі. Під нацією Фіхте, щоправда, слідом за Гердером, розумів не громадян однієї держави, а спільноту людей, об'єднаних звичаями, мовою і культурою. Її захист і розвиток німецький філософ оголосив вищою цінністю, яка зобов'язує людей поступатися своїми приватними чи становими інтересами в ім'я національної єдності.
З часом такі погляди отримали назву націоналізму, а їхніх прихильників стали іменувати націоналістами. На заклик Фіхте в Німеччині почали виникати таємні патріотичні спілки, найвідомішою з яких був «Тугендбунд». Своєю метою вони оголошували виховання молоді і звільнення країни від загарбників.
У першій половині XIX сторіччя націоналістичні рухи виникли і в інших європейських країнах. В 1831 році Джузеппе Мадзіні створив організацію «Молода Італія», яка оголосила своїм завданням підготовку революції для перетворення Італії на єдину національну державу. За італійським прикладом невдовзі виникла спілка «Молода Німеччина», а потім ще кілька подібних організацій.
Проте Мадзіні не обмежувався власне «італійським проектом». Він прагнув згуртувати визвольні рухи з різних країн Європи навколо спільної мети — перетворення континенту на спільноту національних держав, які мали змінити легітимні монархії, відновлені Віденським конгресом. Гасло Мадзіні «кожній нації — своя держава» в Італії та Німеччині звучало як заклик до об'єднання країни, в Австрійській та Російській імперії — як вимога їхнього поділу на кілька окремих держав, а польські (як і українські) послідовники Мадзіні змушені були виконувати обидва завдання одночасно.
З часом, однак, гасло «національної держави» в революціонерів перехопили їхні консервативні та реакційні опоненти й конкуренти. Саме під ним відбулося об'єднання Італії Кавуром і утворення Німецької імперії Бісмарком. На російську національну державу намагалися перетворити свою імперію Олександр II та Олександр III.